# Anna Iljuštšenko

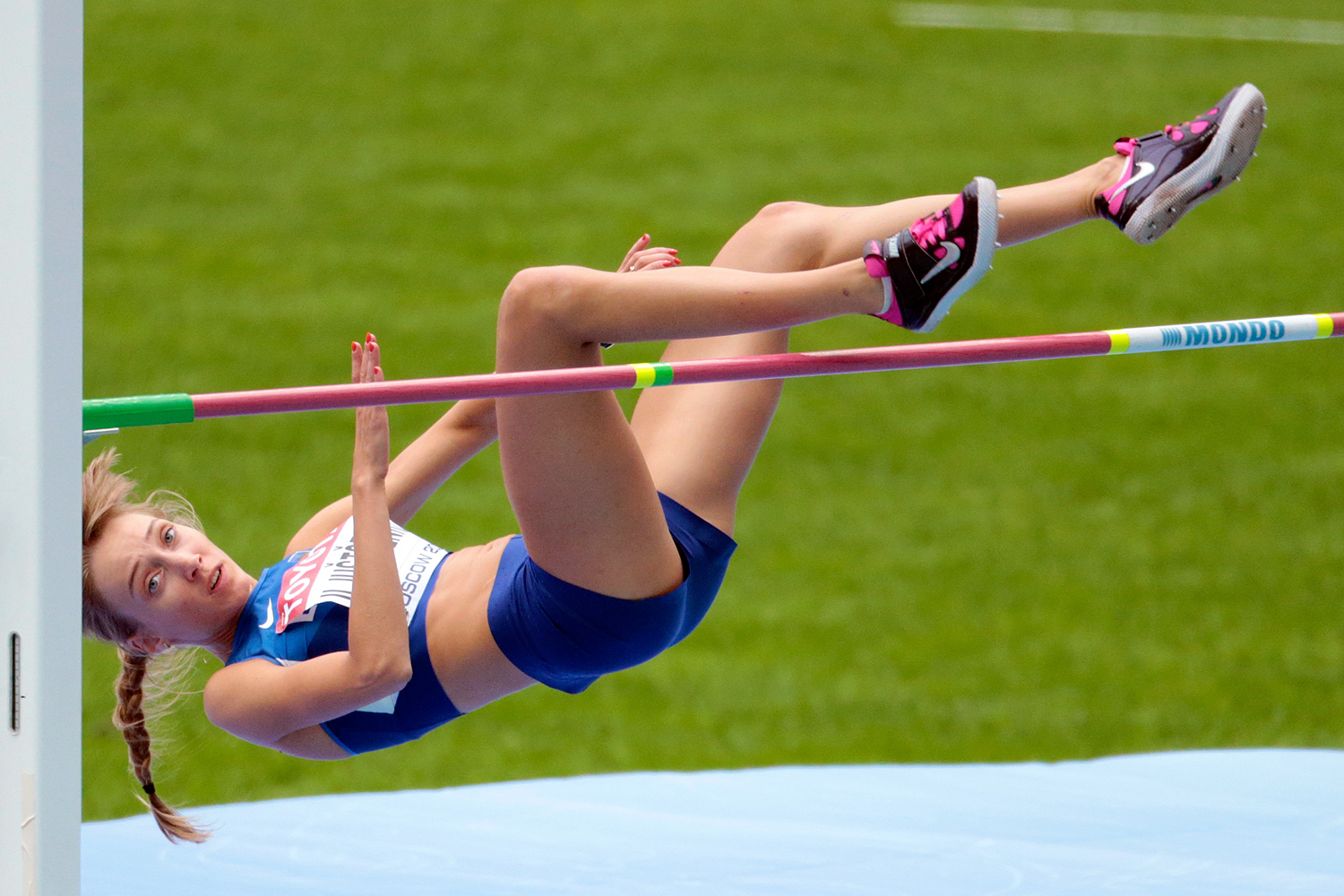
Anna Iljuštšenko 2013

Anna Iljuštšenko (* 12. Oktober 1985 in Sillamäe, Estnische SSR, UdSSR) ist eine estnische Hochspringerin.
Bei den Europameisterschaften 2006 wurde sie 20. und bei der Universiade 2007 neunte. 2008 bei den Olympischen Spielen belegte sie den 21. Platz. 2009 wurde sie bei den Halleneuropameisterschaften zehnte, bei der Universiade fünfte und bei den Weltmeisterschaften zehnte. 2010 wurde sie bei den Hallenweltmeisterschaften zehnte und bei den Europameisterschaften Elfte.
Bei den nationalen Meisterschaften 2009 gewann sie eine Goldmedaille. Ihre persönliche Bestmarke liegt bei 1,96 Metern, die sie am 9. August 2011 in Viljandi. Dies ist der aktuelle estnische Rekord im Hochsprung.